# Spoorlijn Neuss - Neersen
De Spoorlijn Neuss - Neersen is een spoorlijn van Neuss naar Neersen in de Duitse deelstaat Noordrijn-Westfalen. De spoorlijn is als lijn 2530 onder beheer van DB Netze. Tegenwoordig is het eindpunt van de lijn bij Kaarster See.

## Geschiedenis
Op 15 november 1877 werd de lijn geopend voor personenverkeer. Tot 1901 sloot de lijn aan de noordkant van Neuss Hauptbahnhof aan. In 1968 werd het gedeelte van de lijn tussen Kaarster See en Neersen gesloten. Thans is het gedeelte tussen Neuss en Kaarster See is in gebruik voor personenverkeer, de rest van de lijn is opgebroken.

## Treindiensten

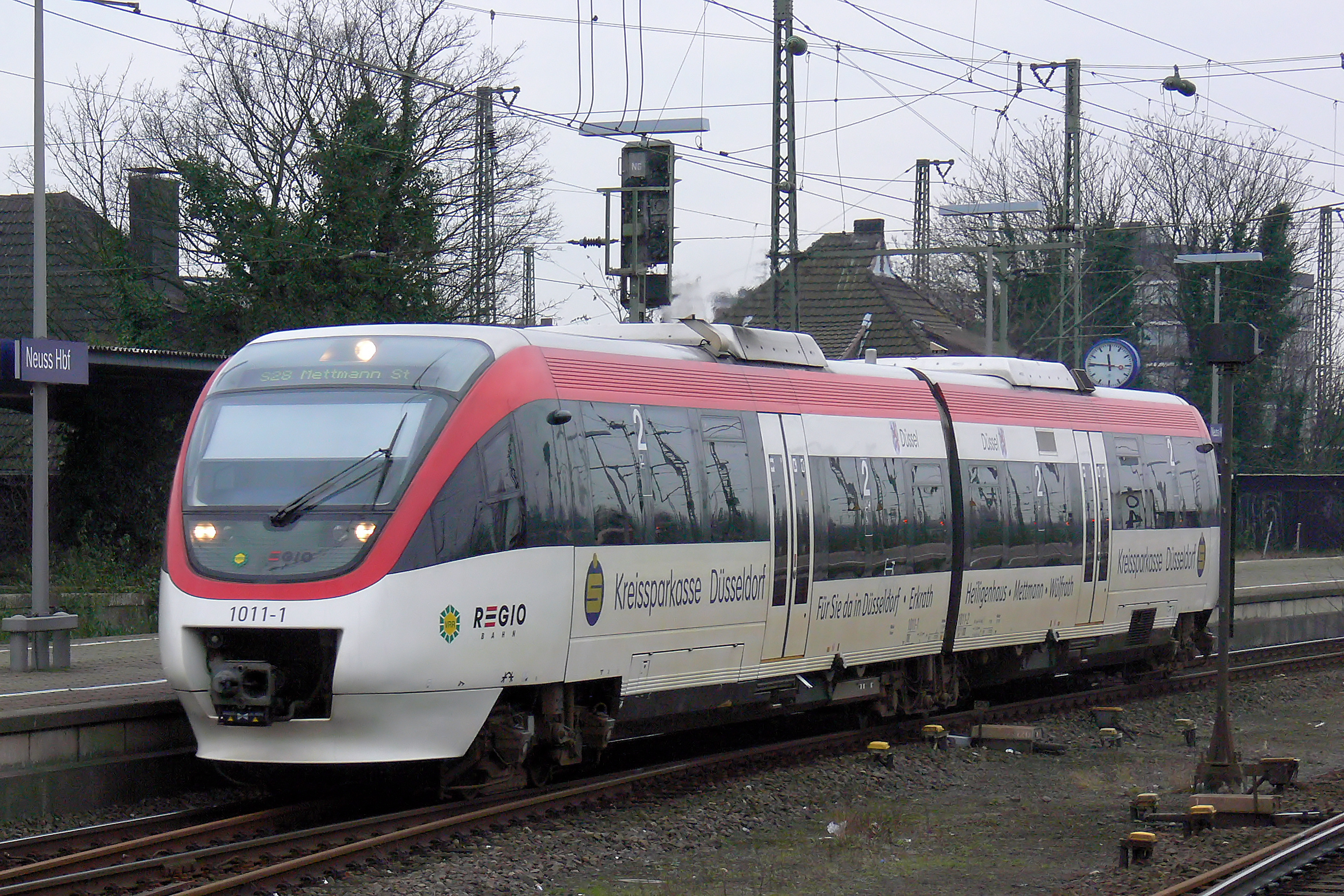
Bombardier Talent van de S-Bahn S28 op Neuss Hauptbahnhof

Op het traject rijdt de S-Bahn Rhein-Ruhr de volgende routes:
| Serie | Treinsoort         | Route | Bijzonderheden |
| ----- | ------------------ | --- | -------------- |
| S 28  | S-Bahn (Regiobahn) | Kaarster See – Kaarst Mitte/Holzbüttgen – Kaarst IKEA – Neuss Hbf – Düsseldorf Hbf – Neanderthal – Mettmann Stadtwald |                |

### Reaktivering
Er is een haalbaarheidsonderzoek uitgevoerd in 2009 door de Kreis Viersen en de gemeente Venlo om het spoortraject Viersen-Kaarst te reaktiveren. Daarmee kan de succesvolle Regiobahn uit Kaarst doorgetrokken worden naar Viersen. Venlo krijgt hierdoor een snellere verbinding naar Dusseldorf.

## Aansluitingen
In de volgende plaatsen is of was er een aansluiting op de volgende spoorlijnen:
Neuss Hbf
DB 2525, spoorlijn tussen Neuss en de aansluiting Linderhausen
DB 2533, spoorlijn tussen Neuss en de aansluiting Erftkanal
DB 2534, spoorlijn tussen Neuss en Düsseldorf-Oberkassel
DB 2536, spoorlijn tussen de aansluiting Steinhausstraße en Neuss
DB 2550, spoorlijn tussen Aken en Kassel
DB 2580, spoorlijn tussen Düren en Neuss
DB 2610, spoorlijn tussen Köln en Kranenburg
Neersen
DB 2501, spoorlijn tussen Krefeld en Mönchengladbach-Speick
DB 2511, spoorlijn tussen Neersen en Viersen